# Герб Моршанска
Герб муниципального образования город Морша́нск Тамбовской области Российской Федерации.
Герб Моршанска утверждён решением Совета народных депутатов города Моршанск от 25 сентября 2012 года № 504.
Герб внесён в Государственный геральдический регистр Российской Федерации с присвоением регистрационного номера № 7968.

## Описание герба
«В лазоревом поле — два серебряных с золотыми анкерштоками вверх, речных (четырехлапчатых) якоря накрест».

Герб города Моршанск, в соответствии с Законом Тамбовской области от 27 марта 2003 года № 108-3 «О гербе Тамбовской области» (статья 4), может воспроизводиться в двух равно допустимых версиях:
 — без вольной части;
 — с вольной частью — четырехугольником, примыкающим изнутри к верхнему краю герба города Моршанск с воспроизведёнными в нем фигурами из гербового щита области.
Герб города Моршанск, в соответствии с Методическими рекомендациями по разработке и использованию официальных символов муниципальных образований (Раздел 2, Глава VIII, п.п. 45-46), утверждёнными Геральдическим советом при Президенте Российской Федерации 28.06.2006 года, может воспроизводиться со статусной короной установленного образца.

## Символика герба
Время возникновения населённого пункта на месте города Моршанска точно не установлено. Село Морша существовало ещё в XVI веке. 16 сентября 1779 года по именному указу императрицы Екатерины II село (центр хлебной торговли на реке Цне) было преобразовано в уездный город Моршанск.

В 1781 году Императорским указом от 16 августа был Высочайше утверждён герб города, подлинное описание которого гласит: 
«Въ верхней части щита гербъ Тамбовскій. Въ нижней — два небольшие четвероконечные якори, въ голубомъ полѣ, въ знакъ того, что въ семь городѣ находится спокойная для выходныхъ судовъ пристань».
Восстановление исторического герба Моршанска (верхняя часть герба 1781 года не являлась принадлежностью герба Моршанска, а только указывало на его территориальное нахождение в Тамбовской губернии, что в настоящее время отражено в вольной части герба Моршанска) символизирует преемственность поколений, неразрывность традиций, показывает бережное отношение местных жителей к своему прошлому и культурному наследию.
Лазурь — символ возвышенных устремлений, искренности, преданности, возрождения.
Серебро — символ чистоты, открытости, божественной мудрости, примирения.
Золото — символ высшей ценности, величия, великодушия, богатства.

## История герба

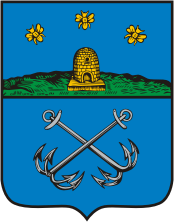
Герб Моршанска (1871 год)

16 августа 1781 года императрицей Екатериной II вместе с другими гербами городов Тамбовского наместничества был Высочайше утверждён герб города Моршанска (ПСЗРИ, 1781, Закон № 15210).
Подлинное описание герба уездного города Моршанска гласило:

«Два небольшіе четвероконечные якоря, въ голубомъ полѣ, въ знакъ того, что въ семь городѣ находится спокойная для водоходныхъ судовъ пристань».

В верхней части — герб Тамбовского наместничества. 
В 1861 году, в период геральдической реформы Кёне, был разработан проект нового герба Моршанска (официально не утверждён):«В лазоревом щите золотой четырехконечный якорь. В вольной части герб Тамбовской губернии. Щит увенчан серебряной башенной короной и окружён золотыми колосьями, соединёнными Александровской лентой».
В советское время исторический герб Моршанска не использовался.
Исторический герб Моршанска был реконструирован в качестве официального символа городского округа при содействии Союза геральдистов России.
Герб муниципального образования «город Моршанск» был утверждён решением Совета народных депутатов города Моршанск 25 сентября 2012 года № 504.
Авторы реконструкции герба: идея реконструкция герба — Константин Мочёнов (Химки), Сергей Янов (Малаховка); художник и компьютерный дизайн — Оксана Афанасьева (Москва); обоснование символики — Вячеслав Мишин (Химки).